# Steven Lloyd-Gonzalez

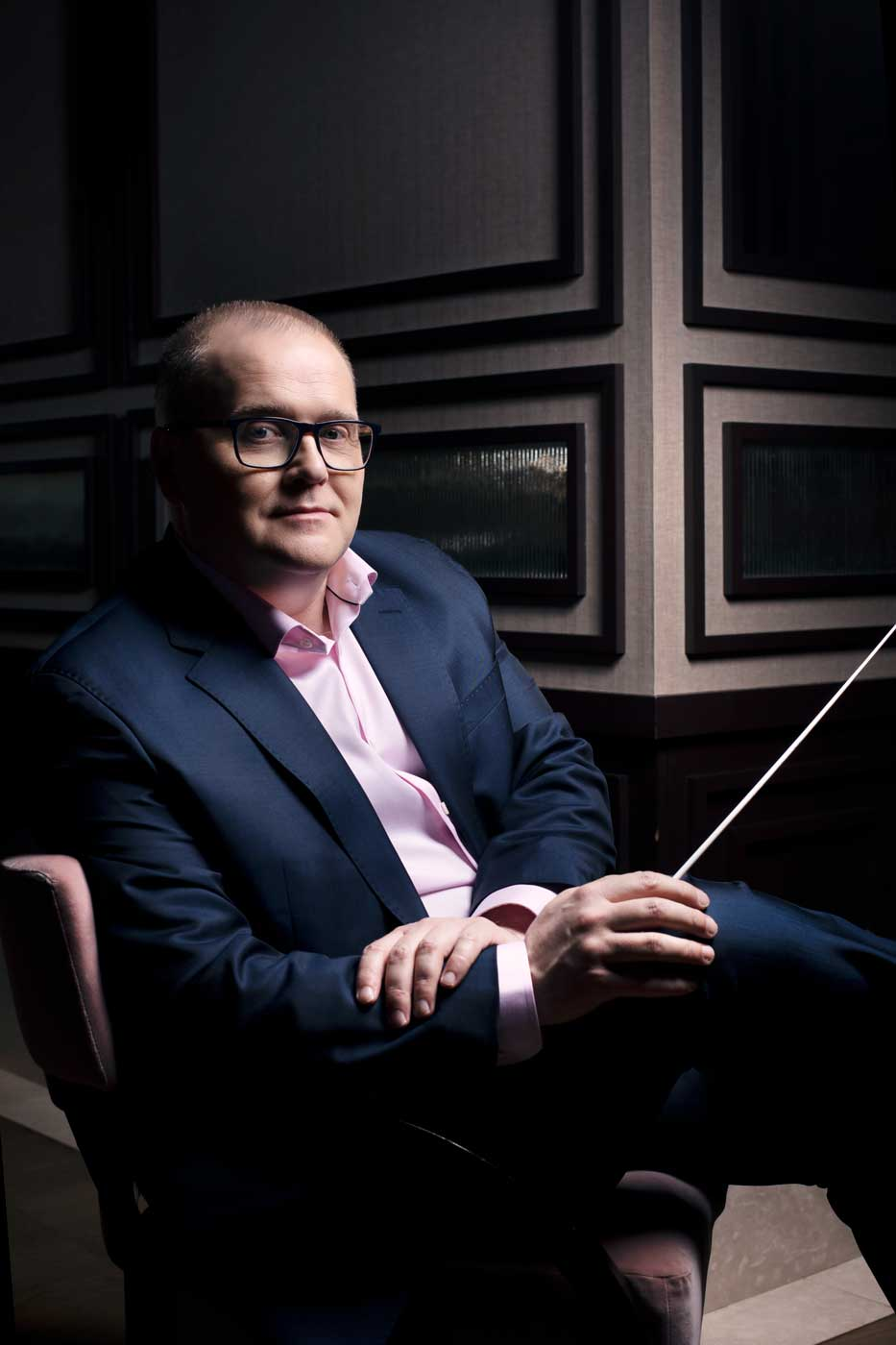
Steven Lloyd-Gonzalez

Steven Richard Lloyd-Gonzalez (* 27. Februar 1971 in Birmingham, England) ist ein britischer Orchesterdirigent.

## Leben
Mit 14 Jahren wurde Lloyd-Gonzalez Mitglied der Schlagzeugabteilung des Birmingham Schools Concert Orchestra. Im Alter von 17 Jahren gab er sein Debüt als Dirigent dieses Orchesters. Er setzte sein Musikstudium am Colchester Institute und am Royal Birmingham Conservatoire fort, wo er den „Michael Beech Conducting Award“, den „Principal’s Prize“, den „Salveson Baton“ und die Silbermedaille der „Worshipful Company of Musicians“ erhielt.
Im Jahr 1995 gewann er eine Audition, um Assistenzdirigent des Royal Birmingham Junior Conservatoire zu werden und stieg ein Jahr später zum Chefdirigenten auf. Auch am Senior Conservatoire war er als Dirigent tätig und leitete im Jahr 2000 die Uraufführung des Millennium-Oratoriums von Andrew Downes. 2001 wurde Lloyd-Gonzalez eingeladen, in den Abbey Road Studios in London die Soundtracks zu den Spielen Headhunter von Richard Jacques und Xenosaga von Yasunori Mitsuda mit dem London Philharmonic Orchestra aufzunehmen. Im selben Jahr dirigierte er Aufführungen von Keith Johnsons It’s a Beautiful Night from Here to the Trembling Stars mit dem Scottish Ensemble in Glasgow. Im Sommer 2001 erhielt Lloyd-Gonzalez die Einladung, ständiger Dirigent des Royal Oman Symphony Orchestra (Orchester seiner Majestät Sultan Qaboos al Said) zu werden. Diesen Posten behielt er für die nächsten zwei Jahre.
Nach seiner Station im Oman wurde er von 2005 bis 2007 der jüngste Chefdirigent des Cairo Symphony Orchestra in Ägypten. Seit 2010 lebt Lloyd-Gonzalez in Deutschland, wo er Positionen bei der Neuen Philharmonie Frankfurt, dem Sinfonie-Orchester Bad Nauheim und dem Capitol Symphony Orchestra Offenbach innehatte.
Im Jahr 2022 erschien seine Einspielung der 6. und 9. Sinfonie von Dmitri Schostakowitsch mit dem BBC National Orchestra of Wales bei First Hand Records. Die Aufnahme wurde von Res Music France mit dem Le Clef Award für die beste Orchesteraufnahme des Monats ausgezeichnet. In seiner zweifachen Fünf-Sterne-Kritik im BBC Music Magazine schrieb David Nice:

“The BBC National Orchestra of Wales has never been on finer form […] the sonorous directness at the start of the Sixth is up there with the best […] and Lloyd-Gonzalez doesn't miss a trick or dynamic in Shostakovich’s encyclopedia of moods and contrasts.”

„Das BBC National Orchestra of Wales war noch nie in besserer Form […] die klangvolle Direktheit zu Beginn der Sechsten steht in einer Reihe mit den Besten […] und Lloyd-Gonzalez lässt keinen Trick und keine Dynamik in Schostakowitschs Enzyklopädie der Stimmungen und Kontraste aus.“

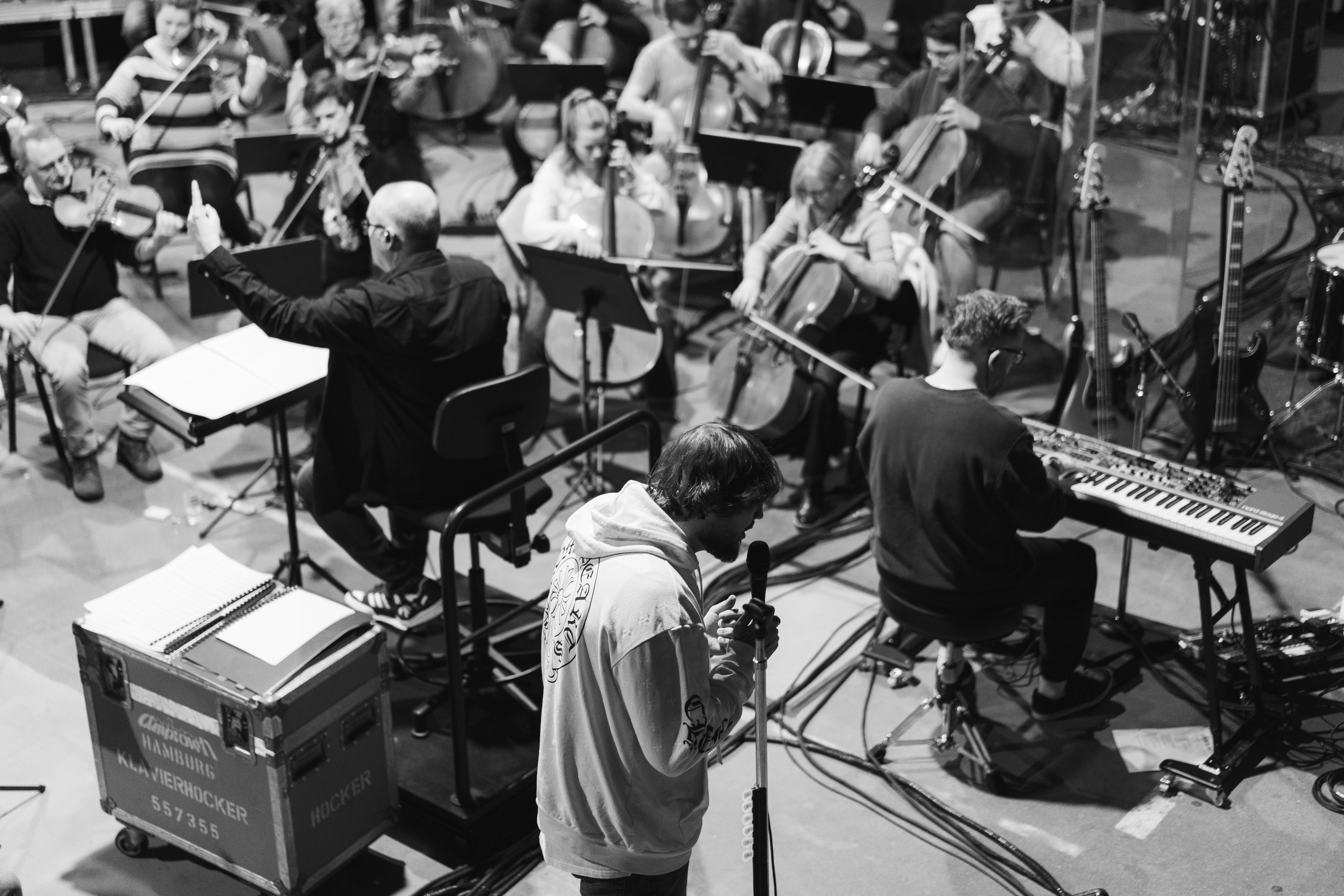
Probe von James Arthur mit Steven Lloyd-Gonzalez und dem Lufthansa Orchester

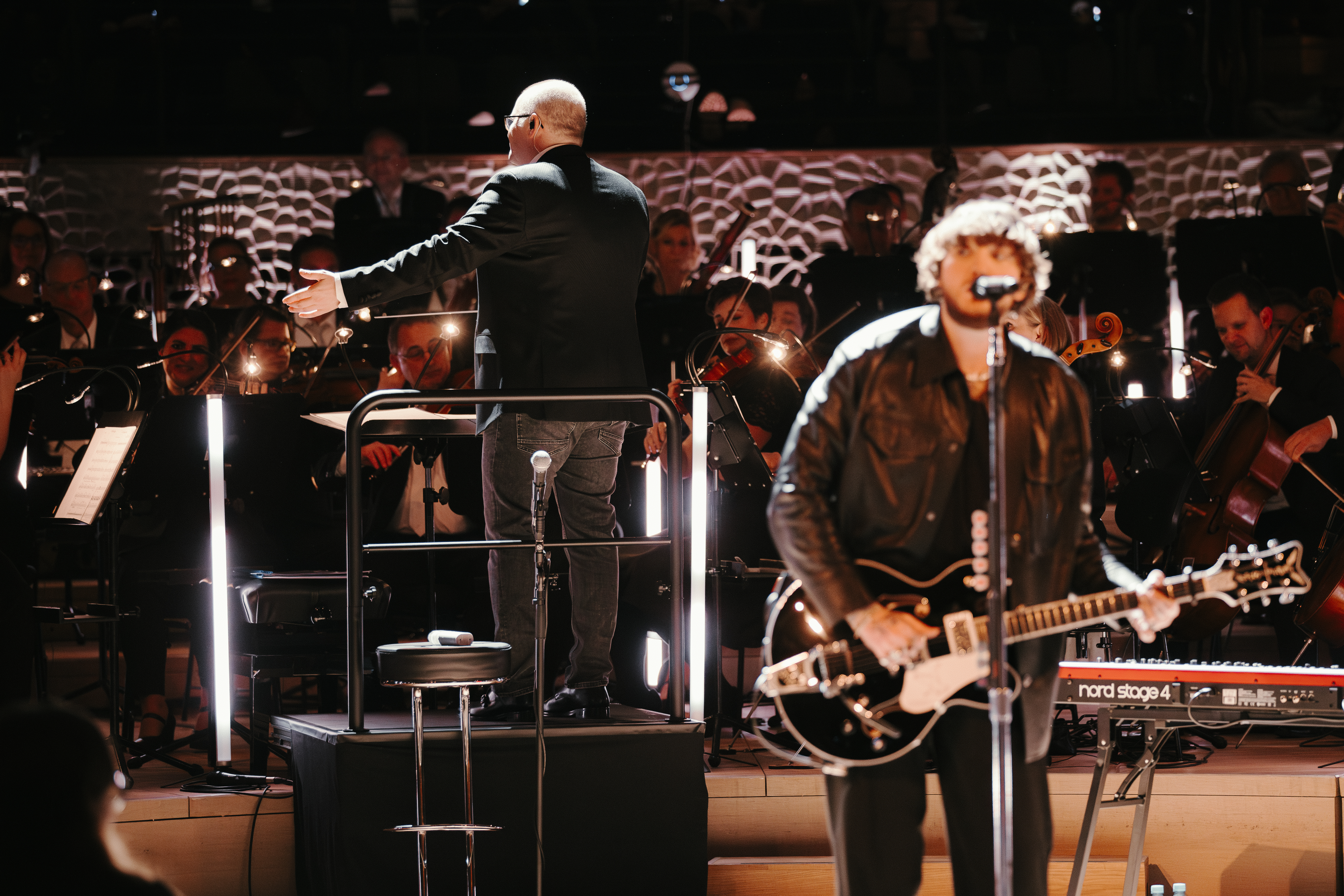
James Arthur mit Steven Lloyd-Gonzalez und dem Lufthansa Orchester in der Elbphilharmonie in Hamburg am 12.1.2024

 Am 12. Januar 2024 trat Lloyd-Gonzalez mit dem britischen Singer-Songwriter James Arthur und dem Lufthansa Orchester in der Elbphilharmonie in Hamburg auf. Lloyd-Gonzalez schrieb alle Orchestrierungen für das Konzert, insgesamt vierzehn von James Arthurs Liedern – drei davon nahm Arthur in die digitale Deluxe-Version seines Albums Bitter Sweet Love auf, das anschließend Platz 1 der britischen Album-Charts erreichte.